# Герценский
Герценский — упразднённый в 1930 году посёлок, вошедший в состав рабочего посёлка Гусь-Хрустальный Гусевского района Владимирского округа Ивановской Промышленной области (современный посёлок/микрорайон Герценский города Гусь-Хрустальный Владимирской области России).

## География
Расположен в Мещёрской низменности, при реке Смолянка (приток реки Гусь).

## История
Постановлением ВЦИК от 30 января 1930 года в состав рабочего посёлка вошли прилегающие к нему посёлки: Некрасовский, Герценский, Красный октябрь и Хрустальщик (Постановление ВЦИК от 30.01.1930 «О включении в черту рабочего поселка Гусь-Хрустальный, Владимирского округа, Ивановской промышленной области, поселков: Герценского, Некрасовского, Красный октябрь и Хрустальщик»).